# Exchange Student Zero
Exchange Student Zero (no Brasil: O Estudante Transferido) é um filme de animação de 2012 produzido pela filial australiana do Cartoon Network. Ele obteve grande audiência em seu país original tanto que acabou dando origem a uma série de animação prevista pra 2015. No Brasil o filme estreou em janeiro de 2014.

## Enredo
O filme conta a história de dois garotos fanáticos por um jogo de cartas baseado em um anime. Por algum motivo eles conseguem trazer Hiro, um dos personagens do jogo à vida, o mais forte entre todos. Empolgados, os meninos decidem levar Hiro para o colégio, onde o apresentam como um aluno de intercâmbio vindo do Japão. Quando decidem levá-lo de volta para o mundo ao qual ele pertence, algo sai errado e outros personagens também ganham vida e tudo acaba se tornando um grande desastre. Hiro e a dupla vão enfrentar muitos desafios e confusões para livrar o planeta deste problema.